# 阿姆齐亚·金的竞争对手
《阿姆齐亚·金的竞争对手》（英語：The Rivals of Amziah King）是一部2025年英美犯罪惊悚片，由安德鲁·帕特森编剧和执导，黑熊影业和盛日影业出品。故事发生在俄克拉荷马州，马修·麦康纳在片中饰演男主角阿姆齐亚·金。
電影2025年3月10日在2025年西南偏南影視展上首映。

## 简介
这是一部以俄克拉荷马州农村为背景的犯罪惊悚电影。

## 演员
- 马修·麦康纳饰演阿姆齐亚·金[2]
- 寇特·羅素[3][4]

## 制作
安德鲁·帕特森担任该电影的编剧和导演，由黑熊影业直接提供资金，盛日影业负责制作。制片人包括大衛·海曼、泰迪·施瓦茨曼、迈克尔·海姆勒、杰弗里·克利福德、威尔·格林菲尔德和导演帕特森本人。2023年7月，有报道称库尔特·拉塞尔将出演该片。影片于2023年演员工会-美国电视和广播艺人联合会罢工期间在阿拉巴马州进行拍摄，演员工会-美国电视和广播艺人联合会向制片方提供了一份临时协议，允许其在罢工期间进行主要的拍摄工作。同年8月影片宣布在阿拉巴马州完成拍摄。